# Stereotypie (Medizin)
Stereotypien (von griechisch στερεός, stereós für fest, hart, haltbar, räumlich und τύπος, týpos für -artig) sind bestimmte psychomotorische Verhaltensauffälligkeiten. Sie äußern sich in wiederholten und ständig gleichbleibenden Handlungen ohne Ziel oder Funktion, die der konkreten Umweltsituation nicht entsprechen und häufig zwanghaften Charakter tragen.
Stereotypien werden zu den extrapyramidalen Hyperkinesien gerechnet. In der ICD-10-Klassifikation wird diese Symptomgruppe Stereotype Bewegungsstörungen oder stereotype motorische Störung genannt.

## Symptomatik

### Mensch
Stereotypien beinhalten u. a.:
- kontinuierliches Schnüffeln
- Lecken, Beißen, Zwangsnagen
- zwanghafte motorische Bewegungen, unterbrochen durch kataleptische Zustände
- krankhaft häufig wiederholte Gedanken, sprachliche oder körperliche Äußerungen (Perseveration)
- Jaktation

Die körperlichen Äußerungen können in Haltung oder Bewegungen auftreten, z. B. Jactatio capitis nocturna (nächtliches Kopfwackeln oder -rollen), Jactatio corporis (Schaukeln oder Wiegen des Oberkörpers) oder Pagodenwackeln (nach den Bewegungen chinesischer Priester vor ihren Götterbildern: das Vor- und Zurückbeugen des Oberkörpers). Jaktation kann zu Verletzungen führen. Häufig ist sie bei geistig behinderten (insbesondere autistischen) Kindern und bei psychischem Hospitalismus.
Ausgenommen von ICD-10 F98.4 sind Angewohnheiten wie Daumenlutschen, Nägelbeißen, Nasebohren (alle F98.8), Tics (F95, kennzeichnend etwa für das Tourette-Syndrom), Trichotillomanie (F63.3), Stottern (F98.5) sowie alle nicht psychogenen Störungen (unwillkürliche Bewegungen, Bewegungsstörungen organischer Ursache). Auch von den Zwangsstörungen (ICD F42) sind sie abzugrenzen.

### Tier
Auch bei Tieren können Stereotypien auftreten, insbesondere in Haltung z. B.:
- Koppen oder Krippensetzer beim Pferd
- Weben (Pferd)
- Weben (Elefant)
- Kreiswandern bei Großkatzen
- Federrupfen oder -beißen bei Papageien

Zu unterscheiden sind diese von normalen stereotypen Verhaltensweisen.

## Pharmakologie
Stereotypien werden unter anderem durch zentralwirksame Substanzen wie
- Dopamin
- Acetylcholin
- Serotonin und deren Agonisten, zum Teil auch durch deren Antagonisten
- Amphetamin
- Apomorphin u. a.

ausgelöst.
Das Auftreten von Stereotypien wird zur Wirkungsanalyse von Arzneistoffen herangezogen.